# Jock Francken
Jock Francken, eigentlich Joachim Phillip Francken (* 7. September 1906 in Aachen; † 24. November 1994) war ein deutscher Antikenhändler und Erfinder.

## Leben
Sein Vater war der Aachener Kaufmann Alfred Francken (* 10. Mai 1866; † 7. September 1928) und seine Mutter die Geigerin und Geigenlehrerin Betty Schwabe (* 27. Februar 1875 in Aachen; † nach dem 12. Juli 1943 in Sobibor). Er hatte zwei ältere Schwestern, Ellen Francken (* 30. Sept. 1899) und Margot Francken, verh. Wilson (* 2. August 1901). Er gab sich den Vornamen „Jock“ und wurde so als amerikanischer Staatsbürger registriert (vor 1951). Seine Mutter Betty wurde 1943 im Vernichtungslager Sobibor ermordet. Wie sie verlor Jock Francken seine deutsche Staatsangehörigkeit aufgrund der 11. Verordnung zum Reichsbürgergesetz vom 25. November 1941.
Nachdem Joel Francken bereits 1934 New York besucht hatte, emigrierte er 1938 in die USA und heiratete dort 1945 Ruth Steinreich (* 8. August 1924 in Prag; † 12. September 2006 in Paris), die seit 1942 in den USA lebte. Sie war eine tschechische Künstlerin, die ebenfalls in den USA eingebürgert wurde.
Ab den 1950er Jahren wohnte und arbeitete Jock Francken in der Schweiz, zunächst in der Villa Ly, Lugano-Suvigliana, später dann im Casa Torre, Castagnola-Cassarate (Lugano):
Jock Francken hatte ein internationales Netzwerk und kannte viele Kunst- und Antikensammler und -händler. Er vermittelte viele Werke innerhalb der Schweiz, z. B. an Édouard Guigoz und nach Deutschland an den Antikenhändler Heinz Herzer in München. In den internationalen Auktionen mit Antiken werden öfters Werk mit Jock Francken Provenienz angeboten.
Das Stadtarchiv München besitzt den schriftlichen Nachlass von Heinz Herzer mit einigen Briefen von Jock Franken, vor allem mit Angeboten von antiken Kunstwerken.

## Wirken

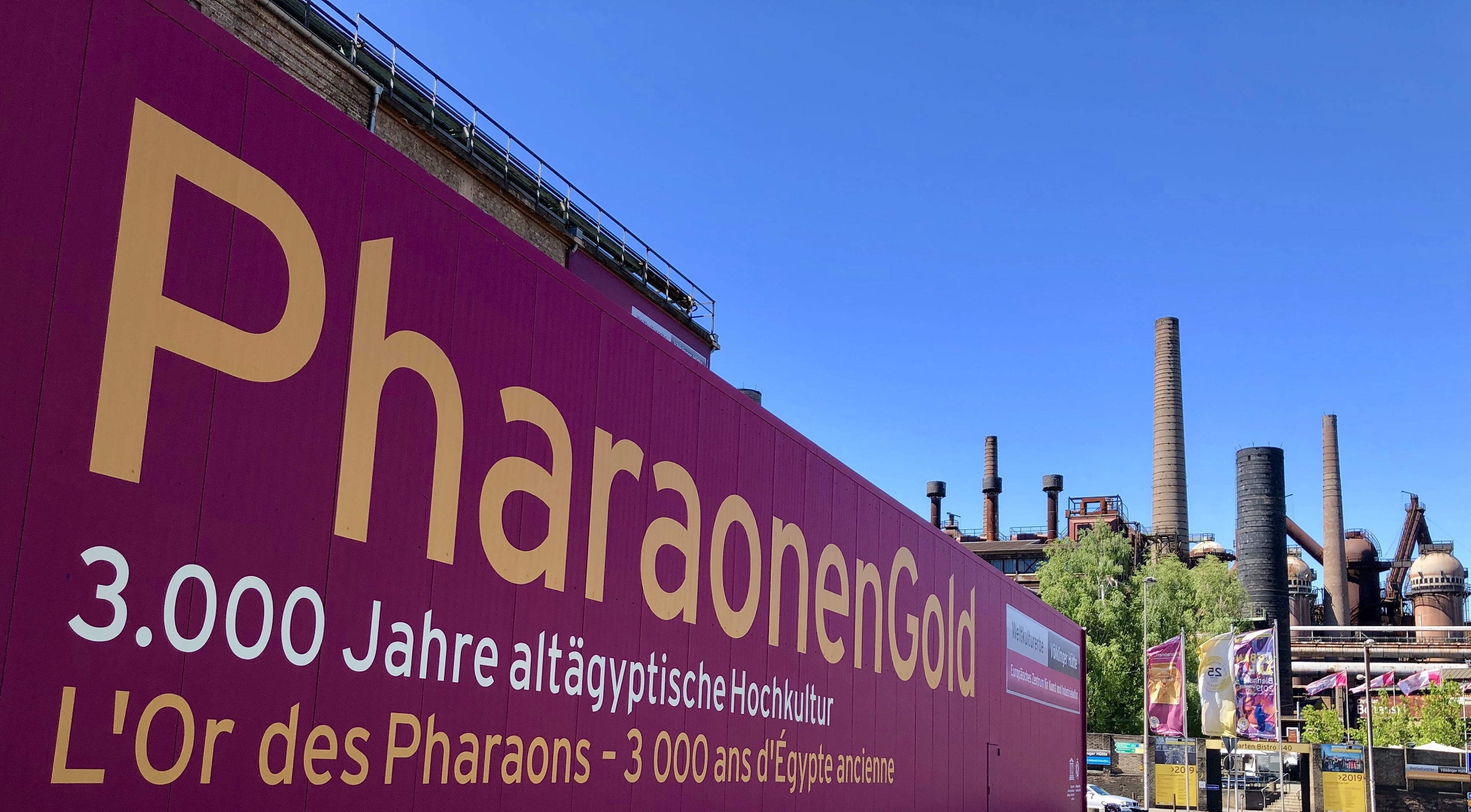
PharaonenGold Ausstellung im UNESCO-Weltkulturerbe Völklinger Hütte 2019–2020

Auf einer Visitenkarte von Jock Franken, die im Archiv der Walliser Kantonalmuseen (Musées cantonaux du Valais) aufbewahrt wird, ist handschriftlich vermerkt: „Jock Franken ... der viele Stücke an E. Guigoz verkauft und deren Herkunft kennt, Casa Torre, 6900 Lugano - Cassarate/Schweiz“. Die ägyptische Herkunft von Werken der Sammlung Guigoz „deutet auf ein gut ausgebautes Netzwerk im Nahen Osten hin. Er könnte daher der Urheber eines Teils der Objekte der Guigoz-Sammlung sein, die aus dem östlichen Mittelmeerraum, dem Nildelta oder der syrisch-palästinensischen Küste stammen.“ 
Eine weitere Visitenkarte von Jock Francken findet sich im Nachlass von Erich Maria Remarque. Remarque war Kunstsammler und erwarb französische Impressionisten von Walter Feilchenfeldt (Ascona/Zürich) und Sam Salz (New York), aber auch Antiquitäten und antike Artefakte.

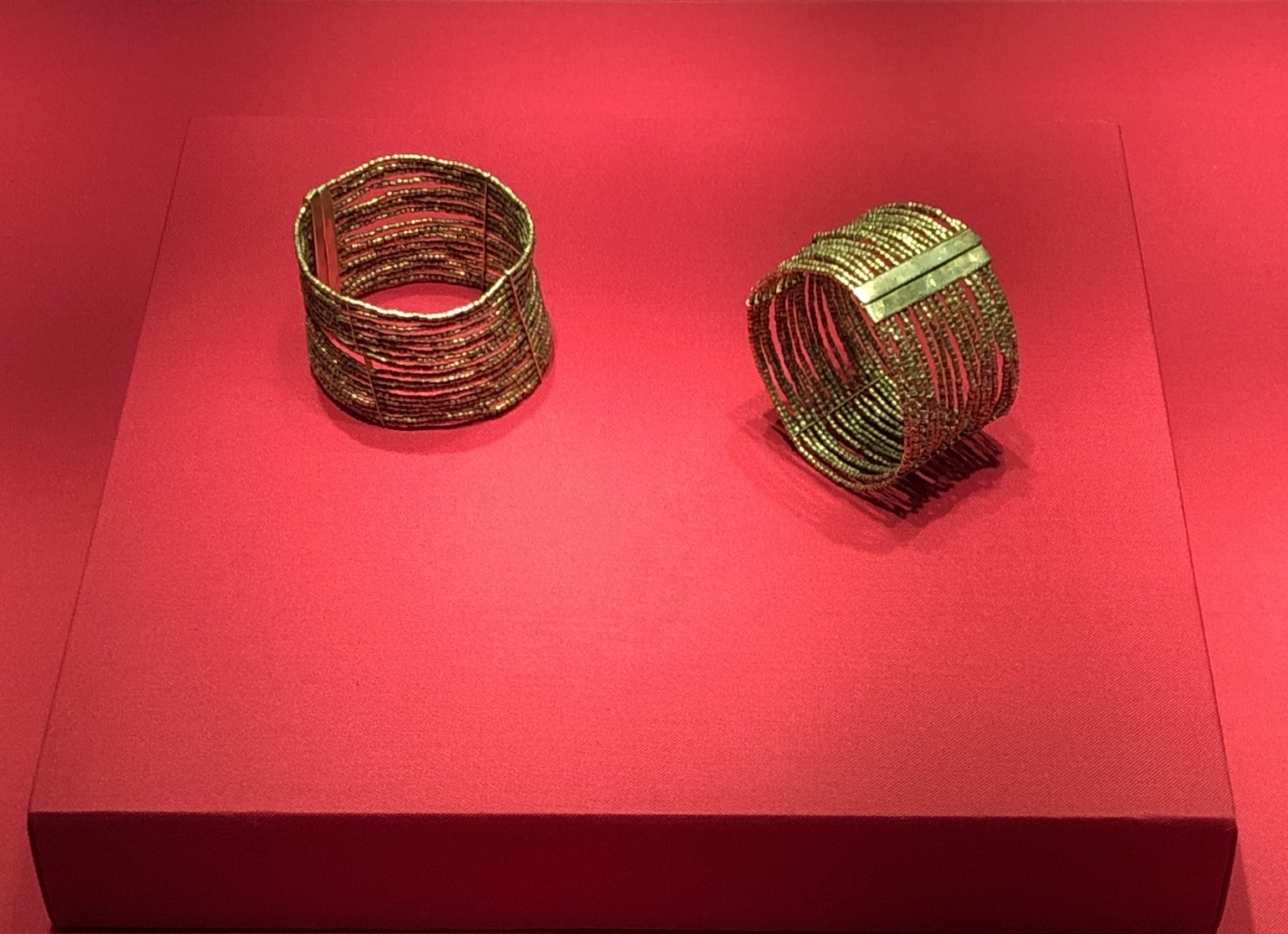
Zwei goldene Armbänder. Frühe 18. Dynastie, Regierungszeit Ahmose Nefertari/Amenophis I., ca. 1550–1504 v. Chr.

In der Ausstellung PharaonenGold im UNESCO-Weltkulturerbe Völklinger Hütte (2019/2020) kam der Großteil der ausgestellten altägyptischen Artefakte von Jock Franken. Die Werke stammen ursprünglich aus der alten italienischen Sammlung Conte Caneva di Rivarolo. Die Sammlung wurde bereits im 19. Jahrhundert aufgebaut und befand sich jahrzehntelang in der Villa Pace in Messina (vormals Villa Sanderson–Bosurgi, heute im Besitz der Universität von Messina). Die Erben, die Brüder Bosurgi, sahen sich in den 1960er und 1970er Jahren aus finanziellen Gründen gezwungen, sich sukzessive von den Werken zu trennen. Jock Francken vermittelte die Artefakte und den altägyptischen Schmuck an den Antikenhändler Heinz Herzer in München. Dieser verkaufte die Objekte an deutsche Privatsammlungen.